# Dryobota albimacula
Dryobota albimacula är en fjärilsart som beskrevs av Culot. Dryobota albimacula ingår i släktet Dryobota och familjen nattflyn. Inga underarter finns listade i Catalogue of Life.